# لافیا
لافیا (به لاتین: Lafia) یک شهر در نیجریه است که در ایالت ناساراوا واقع شده‌است.

## خصوصیات
لافیا ۳۳۰٬۷۱۲ نفر جمعیت دارد.